# Umspannwerk Süd (Wien)

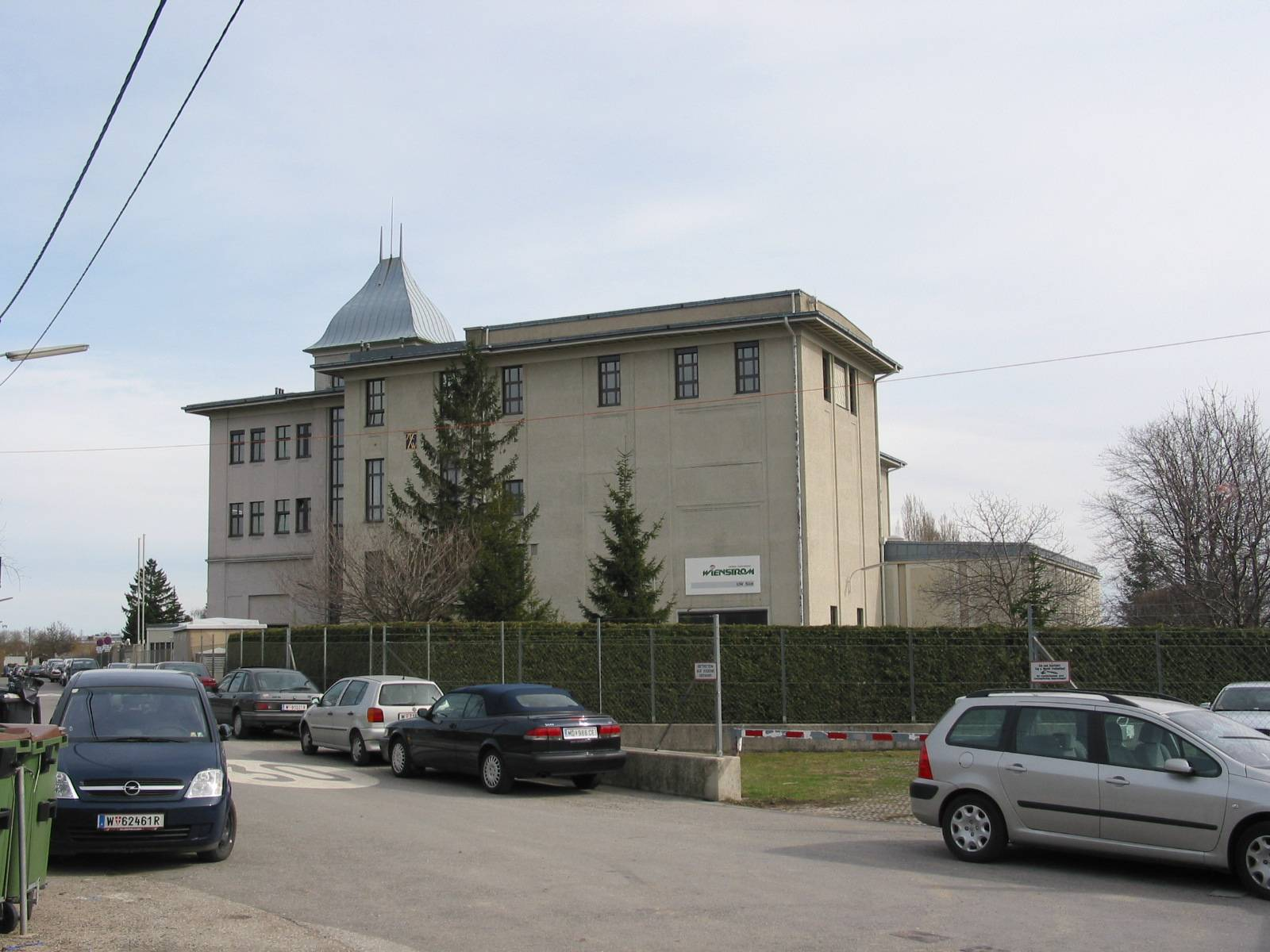
Umspannwerk Süd in der Pottendorfer Straße

Das Umspannwerk Süd im 12. Wiener Gemeindebezirk Meidling ist ein Umspannwerk der Wiener Netze GmbH.
Errichtet wurde der kubische Baukörper mit einem seitlichen Treppenturm nach Plänen des Architekten Erich Franz Leischner. Die Putzgliederung ist spätsecessionistisch. Außerdem wird das Äußere durch dominante Kranzgesimse und eine vorkragende kassettierte Traufe geprägt.

## Geschichte

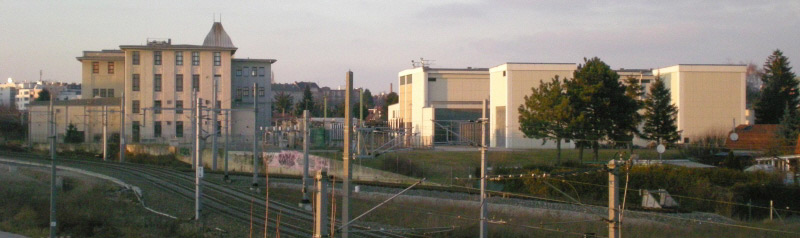
Umspannwerk Süd

Ab 1913 wurde in Wien-Meidling das Umspannwerk Süd (im Laufe der Zeit auch: Schalt- und Transformatorenhaus Pottendorfer Straße, Hauptschalt- und Transformatorenstation Pottendorfer Straße oder Umspannwerk Meidling) errichtet, um den vom Dampfkraftwerk Ebenfurth gelieferten Strom ins Leitungsnetz der Stadt einzuspeisen.
Seine Aufgabe war die Transformation der eingespeisten Spannung von 35 kV auf 5 kV sowie die Einbindung der 35-kV-Leitung in das künftige Mittelspannungsnetz der Stadt Wien. Seinen eigentlichen Zweck konnte dieses Umspannwerk allerdings erst nach der durch den Ersten Weltkrieg verzögerten Fertigstellung der österreichweit ersten 70-kV-Leitung – diese wurde zunächst allerdings nur als 35-kV-Leitung betrieben – erfüllen.
Der Betrieb mit 35 kV wurde 1923 beendet und zeitgleich der Betrieb mit 70 kV aufgenommen. Mit der Fertigstellung der aus der Steiermark kommenden Hochspannungsleitung mit 110 kV über Ternitz und das Umspannwerk Ebenfurth auf dem Gelände des ehemaligen Dampfkraftwerks Ebenfurth wurde im Umspannwerk Süd eine Freiluftschaltanlage für 110 kV in Betrieb genommen.

## Heutige Stromversorgung

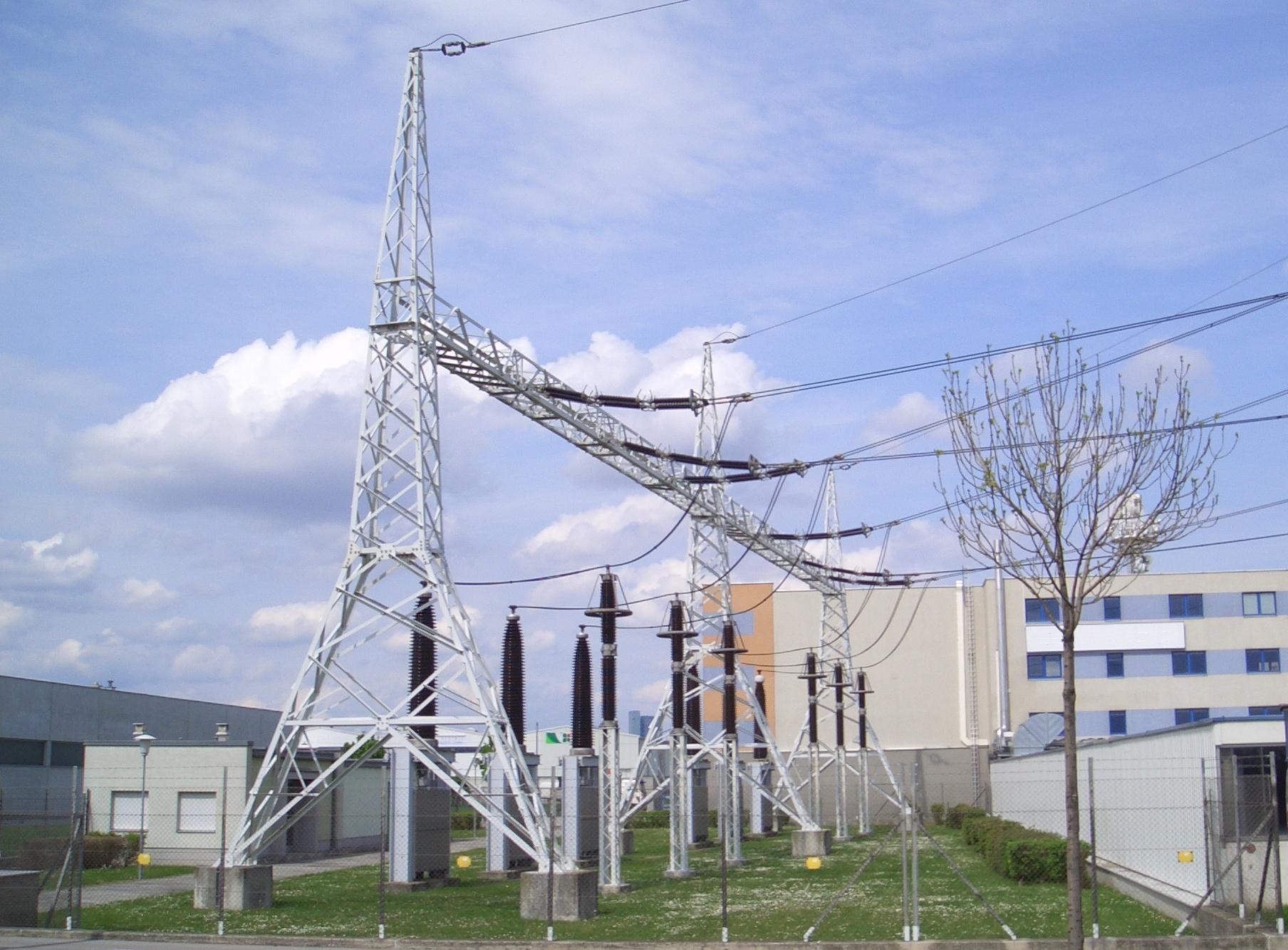
Kabelüberführungsstation Vorarlberger Allee

Neben der Stromversorgung der südlichen Bezirke Wiens gehört die Steuerung von acht Unterwerken in Wien und Niederösterreich zu den aktuellen Aufgaben dieses Umspannwerks. Das Umspannwerk Süd ist über eine 380-kV-Leitung vom Umspannwerk Wien-Südost direkt mit dem 380-kV-Hochspannungsring verbunden. Die 380-kV-Leitung wird zwischen dem Umspannwerk Wien-Südost und der Kabelüberführungsstation Pfarrgasse neben der Vorarlberger Allee als Freileitung geführt, daran anschließend durch die teilweise dicht verbauten Industrie- und Stadtgebiete zum Umspannwerk Süd als Erdkabel.
Vom Umspannwerk Süd führt in nördliche Richtung eine im Jahr 1984 errichtete 380-kV-Erdkabelstrecke zum Umspannwerk Kendlerstraße im Bezirk Ottakring und von dort quer durch Wien in östlicher Richtung ein 380-kV-Kabelsystem zum Umspannwerk Simmering.
Am 20. September 1999 fand eine für die Presse organisierte Simulation des als kritisch erachteten Jahreswechsels 1999/2000 im Umspannwerk Süd statt. Ein entsprechender Bericht der Wiener Rathauskorrespondenz fand auch Aufnahme in das „Variantenwörterbuch des Deutschen“.